# Record sudamericani di atletica leggera
I record sudamericani di atletica leggera rappresentano le migliori prestazioni di atletica leggera stabilite dagli atleti delle nazioni appartenenti alla federazione sudamericana di atletica leggera.
Il record più antico nelle specialità olimpiche è quello di Joaquim Cruz, che nel 1984, anno in cui vinse anche l'oro olimpico a Los Angeles, stabilì a Colonia il tempo di 1'41"77, sfiorando il record mondiale di Sebastian Coe, e che lo pone ancora al quinto posto come uomo più veloce di tale specialità. Relativamente datato è anche il record dei 100 m piani di 10"00 netti di Robson da Silva, specialista più dei 200 m piani, specialità nella quale vinse due bronzi olimpici.
Tra i record femminili, il più vecchio è quello di Letitia Vriesde nei 1 500 m piani, ottenuto nel 1991; tuttavia, quelli più rilevanti tecnicamente sono quelli di Ximena Restrepo nei 400 m piani (49"64 che le valse il bronzo olimpico a Barcellona), e di Maurren Maggi, la saltatrice in lungo brasiliana campionessa olimpica di Pechino 2008, che diversi anni prima, nel 1999, saltò 7,26 m in altura, a Bogotà.

## Record sudamericani

### Maschili
Statistiche aggiornate al 9 agosto 2024.
| 100 m piani             | 9"89 (+0,8 m/s) | Issamade Asinga                                                                                          | Suriname                        | 28 luglio 2023    | San Paolo, Brasile                |         |        |             |         |
| 200 m piani             | 19"81 (-0,3 m/s) | Alonso Edward                                                                                            | Panama                          | 20 agosto 2009    | Berlino, Germania                 |         |        |             |         |
| 400 m piani             | 43"93 | Anthony Zambrano                                                                                         | Colombia                        | 2 agosto 2021     | Tokyo, Giappone                   |         |        |             |         |
| 800 m piani             | 1'41"77 | Joaquim Cruz                                                                                             | Brasile                         | 26 agosto 1984    | Colonia, Germania Ovest           |         |        |             |         |
| 1 000 m piani           | 2'14"09 | Joaquim Cruz                                                                                             | Brasile                         | 20 agosto 1984    | Nizza, Francia                    |         |        |             |         |
| 1 500 m piani           | 3'33"25 | Hudson de Souza                                                                                          | Brasile                         | 28 agosto 2005    | Rieti, Italia                     |         |        |             |         |
| Miglio                  | 3'51"05 | Hudson de Souza                                                                                          | Brasile                         | 29 luglio 2005    | Oslo, Norvegia                    |         |        |             |         |
| 2 000 m piani           | 5'03"34 | Hudson de Souza                                                                                          | Brasile                         | 6 aprile 2002     | Manaus, Brasile                   |         |        |             |         |
| 3 000 m piani           | 7'37"15 | Santiago Catrofe                                                                                         | Uruguay                         | 10 settembre 2023 | Zagabria, Croazia                 |         |        |             |         |
| 5 000 m piani           | 13'05"93 | Santiago Catrofe                                                                                         | Uruguay                         | 15 giugno 2024    | Heusden-Zolder, Belgio            |         |        |             |         |
| 5 km (strada)           | 13'30" | Valdenor dos Santos                                                                                      | Brasile                         | 2 aprile 1995     | Carlsbad, Stati Uniti d'America   |         |        |             |         |
| 10 000 m piani          | 27'28"12 | Marílson Gomes dos Santos                                                                                | Brasile                         | 2 giugno 2007     | Neerpelt, Belgio                  |         |        |             |         |
| 10 km (strada)          | 27'48"(+) | Marílson Gomes dos Santos                                                                                | Brasile                         | 14 ottobre 2007   | Udine, Italia                     |         |        |             |         |
| 20 000 m piani          | 1h02'17"8(m) | Eloy Schleder                                                                                            | Brasile                         | 27 novembre 1976  | San Paolo, Brasile                |         |        |             |         |
| 1 ora                   | 20 129 m | Víctor Mora                                                                                              | Colombia                        | 15 agosto 1973    | Essen, Germania Ovest             |         |        |             |         |
| Mezza maratona          | 59'33" | Marílson Gomes dos Santos                                                                                | Brasile                         | 14 ottobre 2007   | Udine, Italia                     |         |        |             |         |
| Maratona                | 2h04'51" | Daniel do Nascimento                                                                                     | Brasile                         | 17 aprile 2022    | Seul, Corea del Sud               |         |        |             |         |
| 100 km (strada)         | 6h18'09" | Valmir Nunes                                                                                             | Brasile                         | 16 settembre 1995 | Winschoten, Paesi Bassi           |         |        |             |         |
| 3 000 m siepi           | 8'14"41 | Wander Moura                                                                                             | Brasile                         | 22 marzo 1995     | Mar del Plata, Argentina          |         |        |             |         |
| 110 m ostacoli          | 13"17 (+0,4 m/s) | Rafael Pereira                                                                                           | Brasile                         | 23 giugno 2022    | Rio de Janeiro, Brasile           |         |        |             |         |
| 400 m ostacoli          | 46"29 | Alison dos Santos                                                                                        | Brasile                         | 19 luglio 2022    | Eugene, Stati Uniti d'America     |         |        |             |         |
| Salto in alto           | 2,33 m(a) | Gilmar Mayo                                                                                              | Colombia                        | 17 ottobre 1994   | Pereira, Colombia                 |         |        |             |         |
| Salto con l'asta        | 6,03 m | Thiago Braz da Silva                                                                                     | Brasile                         | 15 agosto 2016    | Rio de Janeiro, Brasile           |         |        |             |         |
| Salto in lungo          | 8,73 m (+1,2 m/s) | Irving Saladino                                                                                          | Panama                          | 24 maggio 2008    | Hengelo, Paesi Bassi              |         |        |             |         |
| Salto triplo            | 17,90 m (+0,4 m/s) | Jadel Gregório                                                                                           | Brasile                         | 20 maggio 2007    | Belém, Brasile                    |         |        |             |         |
| Getto del peso          | 22,61 m | Darlan Romani                                                                                            | Brasile                         | 30 giugno 2019    | Palo Alto, Stati Uniti d'America  |         |        |             |         |
| Lancio del disco        | 70,29 m | Mauricio Ortega                                                                                          | Colombia                        | 22 luglio 2020    | Lovelhe, Portogallo               |         |        |             |         |
| Lancio del martello     | 78,63 m | Wagner Domingos                                                                                          | Brasile                         | 19 giugno 2016    | Celje, Slovenia                   |         |        |             |         |
| Lancio del giavellotto  | 86,62 m | Luiz Maurício da Silva                                                                                   | Brasile                         | 20 giugno 2025    | Parigi, Francia                   |         |        |             |         |
| Decathlon               | 8 393 punti | Carlos Chinin                                                                                            | Brasile                         | 8 giugno 2013     | San Paolo, Brasile                |         |        |             |         |
| Decathlon               | \| 100 m (v.) \| Lungo (v.) \| Peso \| Alto \| 400 m \| 110 m hs (v.) \| Disco \| Asta \| Giavellotto \| 1500 m \| \| ---------------- \| ----------------- \| ------- \| ------ \| ----- \| ---------------- \| ------- \| ------ \| ----------- \| ------- \| \| 10"85 (+0,5 m/s) \| 7,55 m (+0,9 m/s) \| 15,28 m \| 2,04 m \| 48"18 \| 14"08 (+1,0 m/s) \| 42,46 m \| 4,90 m \| 59,58 m \| 4'34"77 \| | |                                 |                   |                                   |         |        |             |         |
| Marcia 20 000 m (pista) | 1h20'13"7(m) | Caio Bonfim                                                                                              | Brasile                         | 25 aprile 2021    | Bragança Paulista, Brasile        |         |        |             |         |
| Marcia 20 km (strada)   | 1h17'21" | Jefferson Pérez                                                                                          | Ecuador                         | 23 agosto 2003    | Saint-Denis, Francia              |         |        |             |         |
| Marcia 35 km (strada)   | 2h24'37" | Brian Pintado                                                                                            | Ecuador                         | 24 luglio 2022    | Eugene, Stati Uniti d'America     |         |        |             |         |
| Marcia 50 000 m (pista) | 3h57'58"0(m) | Claudio dos Santos                                                                                       | Brasile                         | 20 settembre 2008 | Blumenau, Brasile                 |         |        |             |         |
| Marcia 50 km (strada)   | 3h42'57" | Andrés Chocho                                                                                            | Ecuador                         | 6 marzo 2016      | Ciudad Juárez, Messico            |         |        |             |         |
| Staffetta 4×100 m       | 37"72 | Rodrigo do Nascimento Vitor Hugo dos Santos Derick Silva Paulo André de Oliveira                         | Brasile Squadra nazionale       | 5 ottobre 2019    | Doha, Qatar                       |         |        |             |         |
| Staffetta 4×200 m       | 1'24"42 | Adam Harris Winston George Jeremy Bascom Stephan James                                                   | Guyana Squadra nazionale        | 25 aprile 2015    | Filadelfia, Stati Uniti d'America |         |        |             |         |
| Staffetta 4×400 m       | 2'58"56 | Claudinei da Silva Anderson Jorge dos Santos Sanderlei Parrela Eronilde de Araújo                        | Brasile Squadra nazionale       | 30 luglio 1999    | Winnipeg, Canada                  |         |        |             |         |
| Staffetta 4×800 m       | 7'47"3(m) | Carlos de José José Azevedo Pedro Prado Otto Neumann                                                     | Brasile Esporte Clube Pinheiros | 21 aprile 1965    | San Paolo, Brasile                |         |        |             |         |
| Staffetta su strada     | 2h04'50" | Elenilson da Silva Tomix da Costa Ronaldo da Costa Daniel Lopes Ferreira Leonardo Guedes Sérgio da Silva | Brasile Squadra nazionale       | 19 aprile 1998    | Manaus, Brasile                   |         |        |             |         |
| 100 m (v.)              | Lungo (v.) | Peso | Alto                            | 400 m             | 110 m hs (v.)                     | Disco   | Asta   | Giavellotto | 1500 m  |
| 10"85 (+0,5 m/s)        | 7,55 m (+0,9 m/s) | 15,28 m                                                                                                  | 2,04 m                          | 48"18             | 14"08 (+1,0 m/s)                  | 42,46 m | 4,90 m | 59,58 m     | 4'34"77 |

### Femminili
Statistiche aggiornate al 11 agosto 2024.
| Specialità              | Prestazione | Atleta | Nazione                   | Data              | Luogo                                      |         |
| ----------------------- | --- | --- | ------------------------- | ----------------- | ------------------------------------------ | ------- |
| 100 m piani             | 10"91 (-0,2 m/s) | Rosângela Santos | Brasile                   | 6 agosto 2017     | Londra, Regno Unito                        |         |
| 200 m piani             | 22"47 (+1,4 m/s) | Vitória Cristina Rosa                                                                                                   | Brasile                   | 19 luglio 2022    | Eugene, Stati Uniti d'America              |         |
| 400 m piani             | 49"64 | Ximena Restrepo | Colombia                  | 5 agosto 1992     | Barcellona, Spagna                         |         |
| 800 m piani             | 1'56"68 | Letitia Vriesde | Suriname                  | 13 agosto 1995    | Göteborg, Svezia                           |         |
| 1 000 m piani           | 2'32"25 | Letitia Vriesde | Suriname                  | 10 settembre 1991 | Berlino, Germania                          |         |
| 1 500 m piani           | 4'05"67 | Letitia Vriesde | Suriname                  | 31 agosto 1991    | Tokyo, Giappone                            |         |
| Miglio                  | 4'27"41 | Joselyn Daniely Brea | Venezuela                 | 21 luglio 2023    | Principato di Monaco                       |         |
| 2 000 m piani           | 5'50"21 | María Pía Fernández | Uruguay                   | 12 luglio 2024    | Monaco, Principato di Monaco               |         |
| 3 000 m piani           | 8'43"26 | Joselyn Daniely Brea | Venezuela                 | 16 luglio 2023    | Chorzów, Polonia                           |         |
| 5 000 m piani           | 14'36"59 | Joselyn Daniely Brea | Venezuela                 | 17 maggio 2024    | Los Angeles, Stati Uniti d'America         |         |
| 5 km (strada)           | 15'39" | Carmem de Oliveira | Brasile                   | 6 giugno 1992     | Albany, Stati Uniti d'America              |         |
| 10 000 m piani          | 31'33"07 | Florencia Borelli | Argentina                 | 16 marzo 2024     | San Juan Capistrano, Stati Uniti d'America |         |
| 10 km (strada)          | 32'03" | Carmem de Oliveira | Brasile                   | 4 giugno 1994     | New York, Stati Uniti d'America            |         |
| Mezza maratona          | 1h09'31" | Florencia Borelli | Argentina                 | 21 agosto 2022    | Buenos Aires, Argentina                    |         |
| Maratona                | 2h24'18" | Florencia Borelli | Argentina                 | 18 febbraio 2024  | Siviglia, Spagna                           |         |
| 100 km (strada)         | 7h20'22" | Maria Venâncio | Brasile                   | 8 agosto 1998     | Cubatão, Brasile                           |         |
| 3 000 m siepi           | 9'24"38 | Tatiane Raquel da Silva                                                                                                 | Brasile                   | 11 giugno 2022    | Watford, Regno Unito                       |         |
| 100 m ostacoli          | 12"49 (+1,3 m/s) | Maribel Caicedo | Ecuador                   | 23 maggio 2024    | Fayetteville, Stati Uniti d'America        |         |
| 400 m ostacoli          | 53"69 | Gianna Woodruff | Panama                    | 20 luglio 2022    | Eugene, Stati Uniti d'America              |         |
| Salto in alto           | 1,96 m | Solange Witteveen | Argentina                 | 8 settembre 1997  | Oristano, Italia                           |         |
| Salto con l'asta        | 4,87 m | Fabiana Murer | Brasile                   | 3 luglio 2016     | São Bernardo do Campo, Brasile             |         |
| Salto in lungo          | 7,26 m (+1,8 m/s)(a) | Maurren Maggi | Brasile                   | 25 giugno 1999    | Bogotà, Colombia                           |         |
| Salto triplo            | 15,74 m(i) | Yulimar Rojas | Venezuela                 | 20 marzo 2022     | Belgrado, Serbia                           |         |
| Getto del peso          | 19,30 m(a) | Elisângela Adriano | Brasile                   | 14 luglio 2001    | Tunja, Colombia                            |         |
| Lancio del disco        | 65,34 m | Andressa de Morais | Brasile                   | 26 giugno 2019    | Leiria, Portogallo                         |         |
| Lancio del martello     | 73,74 m | Jennifer Dahlgren | Argentina                 | 10 aprile 2010    | Buenos Aires, Argentina                    |         |
| Lancio del giavellotto  | 66,70 m | Flor Ruíz | Colombia                  | 12 maggio 2024    | Cuiaba, Brasile                            |         |
| Eptathlon               | 6 386 punti | Martha Araújo | Colombia                  | 9 agosto 2024     | Parigi, Francia                            |         |
| Eptathlon               | \| 100 m hs (v.) \| Alto \| Peso \| 200 m (v.) \| Lungo (v.) \| Giavellotto \| 800 m \| \| ---------------- \| ------ \| ------- \| ---------------- \| ----------------- \| ----------- \| ------- \| \| 13"15 (-0,1 m/s) \| 1,71 m \| 14,15 m \| 24"46 (+0,4 m/s) \| 6,61 m (+0,9 m/s) \| 45,67 m \| 2'17"55 \| | |                           |                   |                                            |         |
| Decathlon               | 6 570 punti | Andrea Bordalejo | Argentina                 | 28 novembre 2004  | Rosario, Argentina                         |         |
| Decathlon               | 12"2 m (0,0 m/s) (100 m), 31,21 m (disco), 3,00 m (asta), 34,08 m (giavellotto), 1'00"4 m (400 m), 14"4 m nw (100 hs), 5,86 m (-0,6 m/s) (lungo), 11,03 m (peso), 1,58 m (alto), 6'12"2 m (1 500 m) | |                           |                   |                                            |         |
| Marcia 10 000 m (pista) | 42'02"99 | Sandra Arenas | Colombia                  | 25 agosto 2018    | Trujillo, Perù                             |         |
| Marcia 20 000 m (pista) | 1h29'25"(i) | Glenda Morejón | Ecuador                   | 29 maggio 2021    | Guayaquil, Ecuador                         |         |
| Marcia 20 km (strada)   | 1h25'29" | Glenda Morejón | Ecuador                   | 8 giugno 2019     | La Coruña, Spagna                          |         |
| Marcia 35 km (strada)   | 2h37'44" | Kimberly García | Perù                      | 25 marzo 2023     | Dudince, Slovacchia                        |         |
| Marcia 50 km (strada)   | 4h11'12" | Johana Ordóñez | Ecuador                   | 11 agosto 2019    | Lima, Perù                                 |         |
| Staffetta 4×100 m       | 42"29 | Evelyn dos Santos Ana Cláudia Lemos Franciela Krasucki Rosângela Santos                                                 | Brasile Squadra nazionale | 18 agosto 2013    | Mosca, Russia                              |         |
| Staffetta 4×200 m       | 1'35"91 | Virginia Villalba Anahí Suárez Marizol Landázuri Ángela Tenorio                                                         | Ecuador Squadra nazionale | 12 maggio 2019    | Yokohama, Giappone                         |         |
| Staffetta 4×400 m       | 3'26"68 | Geisa Coutinho Bárbara de Oliveira Joelma Sousa Jailma de Lima                                                          | Brasile BM&F Bovespa      | 7 agosto 2011     | San Paolo, Brasile                         |         |
| Staffetta su strada     | 2h32'55" | Ana Claudia de Souza Maria Lúcia Vieira Celia Regina dos Santos Rosângela Faria Solange de Souza Selma Cândida dos Reis | Brasile Squadra nazionale | 18 aprile 1998    | Manaus, Brasile                            |         |
| 100 m hs (v.)           | Alto | Peso | 200 m (v.)                | Lungo (v.)        | Giavellotto                                | 800 m   |
| 13"15 (-0,1 m/s)        | 1,71 m | 14,15 m | 24"46 (+0,4 m/s)          | 6,61 m (+0,9 m/s) | 45,67 m                                    | 2'17"55 |

### Misti
Statistiche aggiornate al 30 luglio 2021.
| Specialità              | Prestazione | Atleta                                                           | Nazione                   | Data           | Luogo           |
| ----------------------- | ----------- | ---------------------------------------------------------------- | ------------------------- | -------------- | --------------- |
| Staffetta 4×400 m mista | 3'15"89     | Pedro Burmann Tiffani Marinho Tabata Vitorino Anderson Henriques | Brasile Squadra nazionale | 30 luglio 2021 | Tokyo, Giappone |

## Record sudamericani indoor

### Maschili
Statistiche aggiornate al 20 marzo 2022.
| 60 m | Lungo  | Peso    | Alto   | 60 m hs | Asta   | 1000 m  |
| ---- | ------ | ------- | ------ | ------- | ------ | ------- |
| 7"19 | 7,42 m | 13,74 m | 2,02 m | 7"98    | 5,05 m | 2'40"30 |

| 60 m | Lungo  | Peso    | Alto   | 60 m hs | Asta   | 1000 m  |
| ---- | ------ | ------- | ------ | ------- | ------ | ------- |
| 7"01 | 7,41 m | 14,27 m | 2,01 m | 8"01    | 4,64 m | 2'44"88 |

### Femminili
Statistiche aggiornate al 18 febbraio 2023.
| Specialità        | Prestazione | Atleta                                                   | Nazione                   | Data             | Luogo                               |
| ----------------- | --- | -------------------------------------------------------- | ------------------------- | ---------------- | ----------------------------------- |
| 50 m piani        | 6"31 | Jennifer Innis                                           | Guyana                    | 11 febbraio 1983 | Daly City, Stati Uniti d'America    |
| 60 m piani        | 7"14 | Vitória Cristina Rosa                                    | Brasile                   | 18 marzo 2022    | Belgrado, Serbia                    |
| 200 m piani       | 23"02 | Brenessa Thompson                                        | Guyana                    | 26 gennaio 2019  | Lubbock, Stati Uniti d'America      |
| 400 m piani       | 51"57 | Aliyah Abrams                                            | Guyana                    | 18 marzo 2022    | Belgrado, Serbia                    |
| 800 m piani       | 1'59"21 | Letitia Vriesde                                          | Suriname                  | 23 febbraio 1997 | Birmingham, Regno Unito             |
| 1 000 m piani     | 2'38"30 | Letitia Vriesde                                          | Suriname                  | 25 febbraio 1999 | Stoccolma, Svezia                   |
| 1 500 m piani     | 4'12"95 | Fedra Aldana Luna Sambran                                | Argentina                 | 28 gennaio 2023  | Sabadell, Spagna                    |
| Miglio            | 4'38"86 | Rolanda Bell                                             | Panama                    | 20 gennaio 2017  | New York, Stati Uniti d'America     |
| 3 000 m piani     | 8'57"59 | Fedra Aldana Luna Sambran                                | Argentina                 | 4 febbraio 2023  | Val-de-Reuil, Francia               |
| 5 000 m piani     | 16'12"58 | María Elena Calle                                        | Ecuador                   | 10 marzo 2000    | Fayetteville, Stati Uniti d'America |
| 60 m ostacoli     | 7"91 | Yvette Lewis                                             | Panama                    | 7 marzo 2014     | Sopot, Polonia                      |
| Salto in alto     | 1,94 m | Solange Witteveen                                        | Argentina                 | 9 febbraio 2000  | Brno, Repubblica Ceca               |
| Salto con l'asta  | 4,83 m | Fabiana Murer                                            | Brasile                   | 7 febbraio 2015  | Nevers, Francia                     |
| Salto in lungo    | 6,89 m | Maurren Maggi                                            | Brasile                   | 9 marzo 2008     | Valencia, Spagna                    |
| Salto triplo      | 15,74 m | Yulimar Rojas                                            | Venezuela                 | 20 marzo 2022    | Belgrado, Serbia                    |
| Getto del peso    | 18,33 m | Elisângela Adriano                                       | Brasile                   | 24 febbraio 1999 | Il Pireo, Grecia                    |
| Pentathlon        | 4 292 punti | Vanessa Spínola                                          | Brasile                   | 14 febbraio 2016 | Tallinn, Estonia                    |
| Pentathlon        | \| 60 m hs \| Alto \| Peso \| Lungo \| 800 m \| \| ------- \| ------ \| ------- \| ------ \| ------- \| \| 8"81 \| 1,75 m \| 13,62 m \| 5,87 m \| 2'18"25 \| |                                                          |                           |                  |                                     |
| Marcia 3 000 m    | 13'24"0(m) | Ángela Castro                                            | Bolivia                   | 12 febbraio 2023 | Cochabamba, Bolivia                 |
| Staffetta 4×400 m | 3'47"37 | Lucía Sotomayor Mariana Arce Tania Guasace Cecilia Gómez | Bolivia Squadra nazionale | 20 febbraio 2022 | Cochabamba, Bolivia                 |
| 60 m hs           | Alto | Peso                                                     | Lungo                     | 800 m            |                                     |
| 8"81              | 1,75 m | 13,62 m                                                  | 5,87 m                    | 2'18"25          |                                     |